# Адолф Майер (психиатър)
Вижте пояснителната страница за други личности с името Адолф Майер.
Адолф Майер (на немски: Adolf Meyer) е швейцарски психиатър, известен като президент на Американската психиатрична асоциация и една от най-влиятелните фигури в психиатрията в първата половина на XX век.
Майер се фокусира върху събирането на случаи с детайлна история на пациента и настоява, че пациентите могат да бъдат най-добре разбрани чрез разглеждането на тяхната жизнена ситуация.